# Idaea sinuata
Idaea sinuata là một loài bướm đêm trong họ Geometridae.